# 赤崁樓大士殿
赤崁樓大士殿是一間位於臺灣臺南市中西區的廟宇，位於赤崁樓西側，主要奉祀觀世音菩薩。相傳創建於清雍正年間:63，是普羅民遮城遺跡上第一座中國式建築:124。後因改朝換代種種因素，大士殿歷經三建二拆，於日治時期二次拆除之後，直至民國63年（1974年）開始重建於現址，民國65年（1976年）竣工接回寄祀之神像，安座奉祀至今:62。

## 歷史沿革

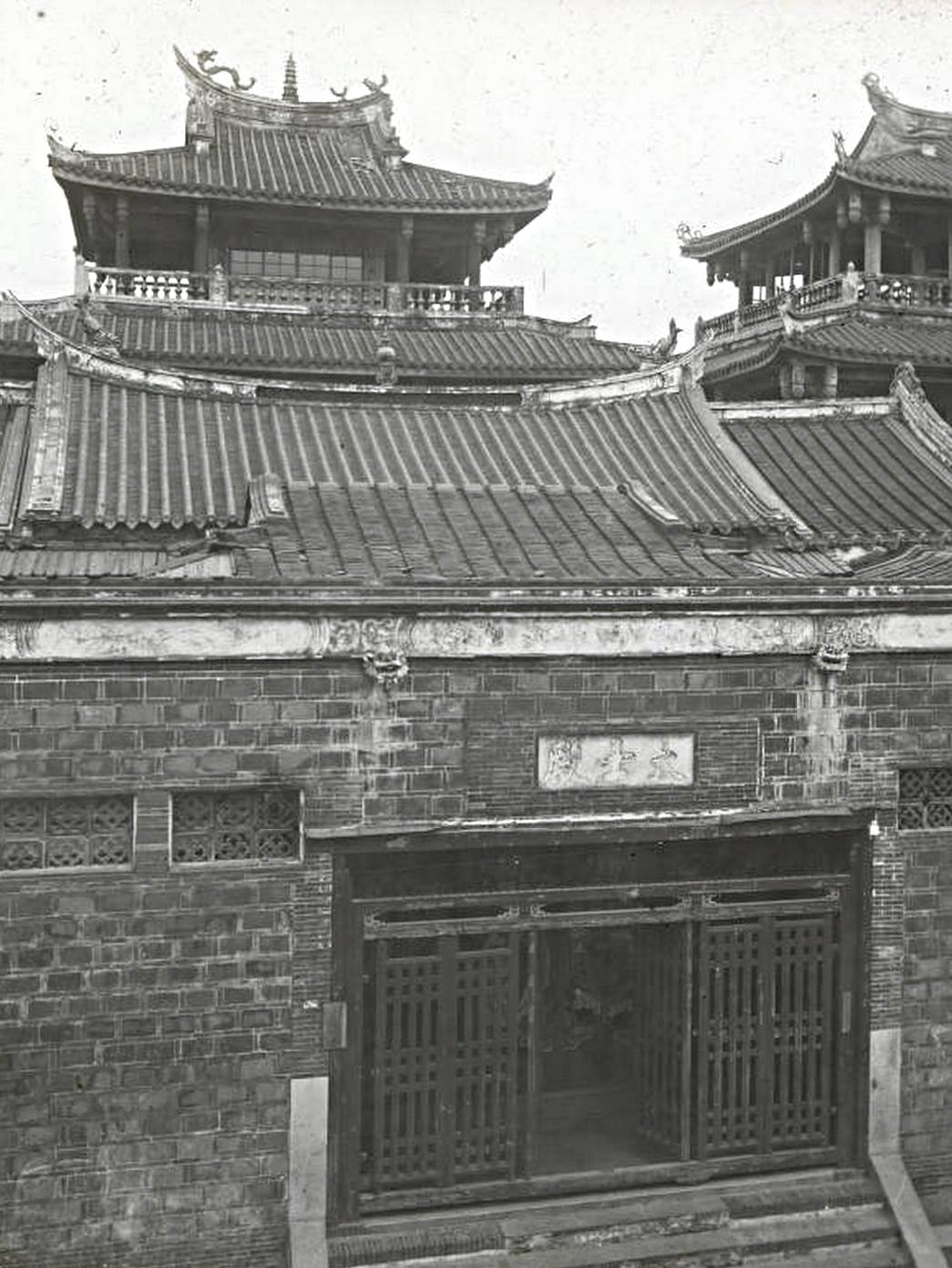
光緒十八年（1892年）建成的第二代大士殿（約1895年拍攝）

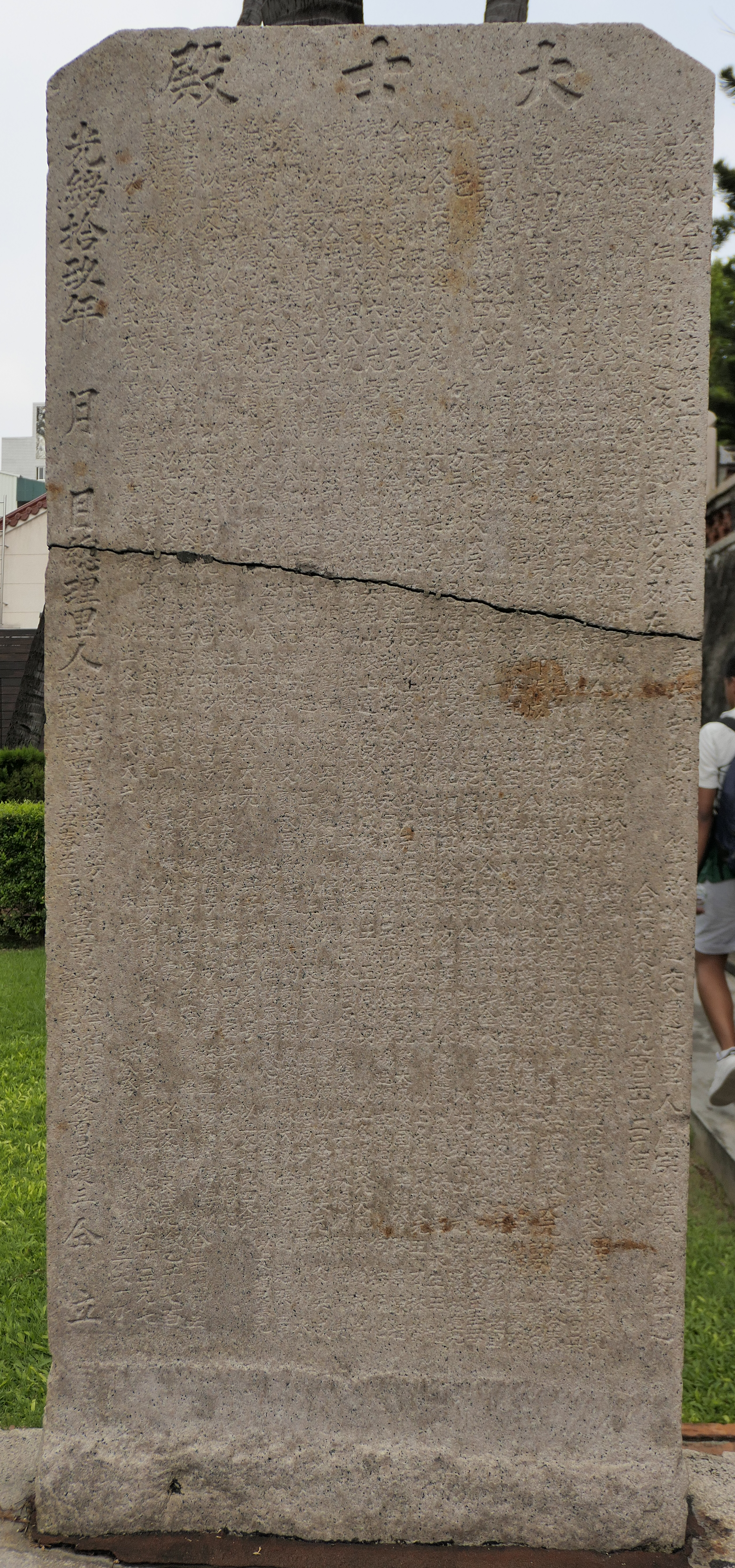
現位於赤崁樓的「大士殿捐題修理建醮芳名碑」

#### 創建由來
赤崁樓大士殿建成年代已不可考，據廟中〈重建赤崁樓大士殿碑記〉（1976年）的說法，相傳是清雍正年間，由當地居民集資捐建，供奉鄭成功家佛觀世音菩薩:63。而之所以要在赤崁樓建廟，據說是因為當時赤崁樓一帶夜裡或有紅毛人（荷蘭人）幻化的鬼怪作亂，所以建廟供奉觀音來鎮壓其邪氣:62:75。此外也有創建於清道光年間與同治二年（1863年）的說法:58:124。
而目前最早關於大士殿的文獻記載，為雅樂（Camille Imbault-Huart）所著的《福爾摩沙之歷史與地誌（L'Ile de Formose. Histoire et description）》中，引用郇和的說法:58。郇和在1863年時曾到普羅民遮城遺跡遊歷，並提到中國人在內部安置了一座神廟:58。這座神廟應該即是第一代的大士殿:58。
由於普羅民遮城（今赤崁樓）被稱為「番仔樓」，因此觀音被慣稱「番仔樓佛祖」，廟則稱為「番仔樓佛祖廟」:62:75。當時的廟宇為坐北向南的建築:59:125。

#### 清領時期
中法戰爭時期，來臺督辦軍務的福建巡撫劉銘傳於光緒十年（1884年）命臺灣縣知縣沈受謙拆毀赤崁樓遺留的普羅民遮城城壁，以免洋人將在臺灣留有建築物當作藉口:36:130。過程中為避免波及民房，所以將附近的民房收購一起拆除，大士殿也在其中而遭拆毀，此為大士殿首次遭到拆除:59。戰爭後臺灣縣知縣沈受謙於清光緒十二年（1886年）為了振興文教，在赤崁樓北側建蓬壺書院，同時將赤崁樓樓基填平，在高臺上建造文昌閣、五子祠及海神廟:42、43。其中的文昌閣，就蓋在大士殿舊址上:125。此外為回應赤崁樓附近居民的請求，已成為臺灣巡撫的劉銘傳於光緒十三年（1887年）命令沈受謙籌款重建大士殿給地方里人，後於光緒十八年（1892年）竣工，次年立碑「大士殿捐題修理建醮芳名碑」紀念:59:130。此次重建的廟宇為坐東朝西:59，位於文昌閣西側下方:125。

#### 日治時期
日治時期初期，赤崁樓與周邊建築曾先後被日本當局充作「陸軍衛戍醫院」、「臺灣總督府國語學校臺南分校」（後為「臺灣總督府臺南師範學校」，臺南大學的前身）等用途:77。這段時期，大士殿的香火受到影響，此外也因為地震、颱風導致建築受損:77。
昭和十七年（1942年），時任臺南市長羽鳥又男計畫重修赤崁樓，命臺南市土木課進行規劃，而後於兩年後（1944年）完工:77。但在這次的修復工程中，因為赤崁樓周邊有眾多建物遮蔽，除了影響景觀外，也導致難以找到入口而影響訪客造訪，遂拆除周邊建物。而在這些建物之中，也包含位在赤崁樓正面（西側）的大士殿:125。而拆除大士殿後，因考量到對信徒的衝擊，而計畫將廟中神像及設備遷往大觀音亭:125。
為此臺南市役所教育課社寺係長等人在昭和十八年（1943年）5月31日前往大士殿進行調查，而後進行儀式退神動土，同年6月14日用神轎將神像移送到大觀音亭。第二代大士殿拆除後，舊建材也被用來作為赤崁樓修復工程的材料。

#### 民國以後
二次大戰結束國民政府來臺後，大士殿信眾曾多次陳情於原址重建大士殿:62。民國52年（1963年）臺南市政府計畫重修赤崁樓時，市議會曾據信眾請願決議一併重建大士殿:62。而後歷經波折，在民國63年（1974年）開始大士殿的重建:62。當時的重建委員會主任委員為歐鈴木，常務委員有吳祖顯、蔡松霖、傅木等人。工程於民國63年（1974年）11月開始，民國65年（1976年）竣工落成，並接回寄祀於大觀音亭的神像:65:126。

## 奉祀神祇
大士殿主祀觀世音菩薩，此外正殿還供奉彌勒尊佛、韋馱護法、伽藍護法、十八羅漢及黑虎將軍。後殿則供奉三寶佛（釋迦牟尼佛、阿彌陀佛、藥師佛）、地藏王菩薩、大成魁星主考官、福德正神、月下老人、齊天大聖、臨水夫人、註生娘娘。

## 雙面碑

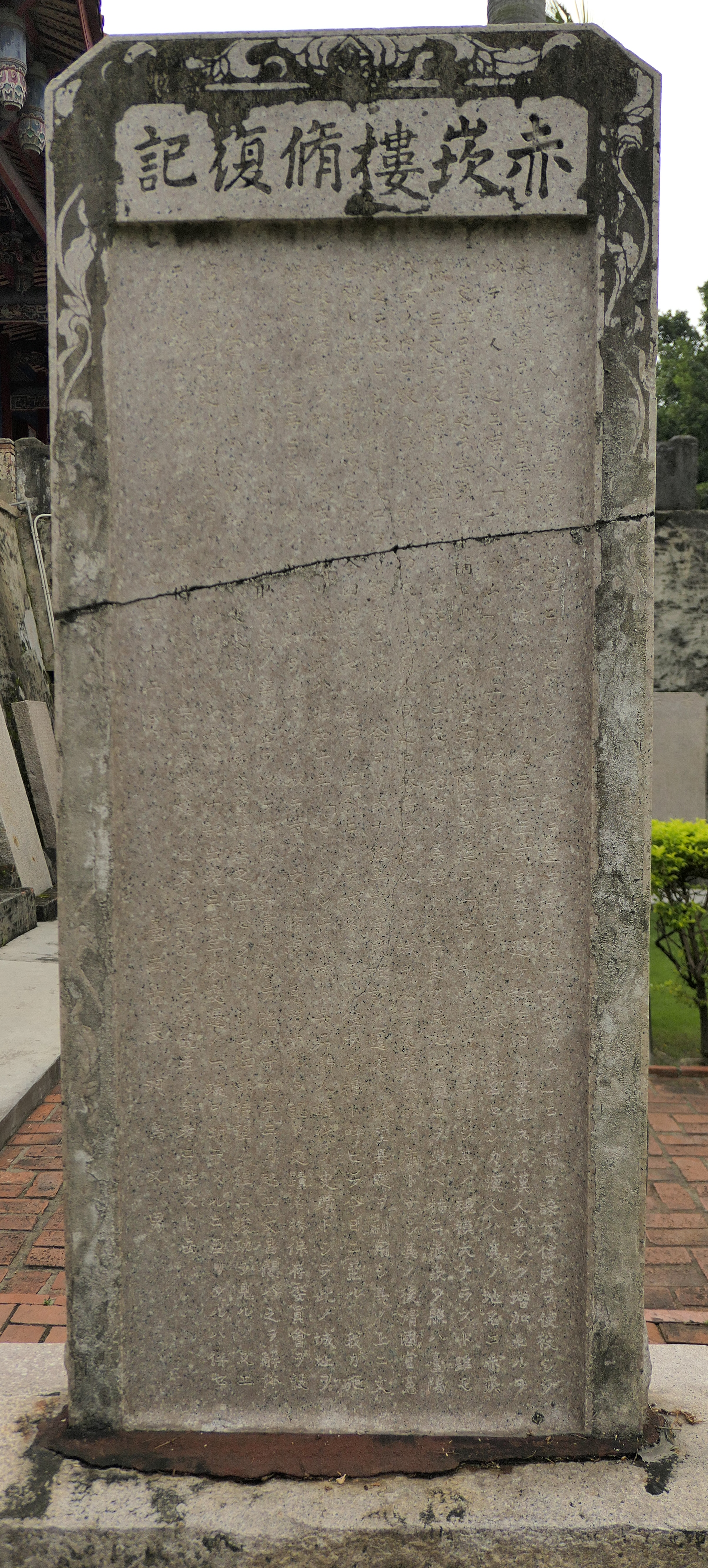
刻在「大士殿捐題修理建醮芳名碑」背面的「赤崁樓脩復記」

清光緒十九年（1892年）立的「大士殿捐題修理建醮芳名碑」，在日昭和十九年（1944年）赤崁樓修復工程中被拿來當成建碑的材料:71。原先打算將原碑文磨掉後重刻，因參與修復工程的盧嘉興認為原碑文也有保存價值，所以打算改在背面雕刻:71。期間一度因發現石材有瑕疵而有改回磨平正面重刻的打算，最後改成將背面挖去有瑕疵的部分，周邊保留厚度雕刻草花紋的框:71。這使得此碑成為臺灣罕見的雙面碑，且一面為中文，另一面為日文:71。
〈赤崁樓脩復記〉刻好之後，石碑嵌於文昌閣北邊外牆上，直到民國54年（1965年）整修赤崁樓時，另一面的「大士殿捐題修理建醮芳名碑」才重新被發現:8。在這之後石碑改陳列文昌閣臺基下方的小碑林中，〈赤崁樓脩復記〉那一面反而嵌入牆壁內:8。臺南市文獻委員謝碧連經由盧嘉興的著作得知雙面碑的事情後，向臺南市文化局反映，最後相關單位於民國92年（2003年）2月挖掘，讓另一面重新呈現:8。該石碑後來改立於普羅民遮城正門遺跡前方，雙面同時展示。

## 圖片

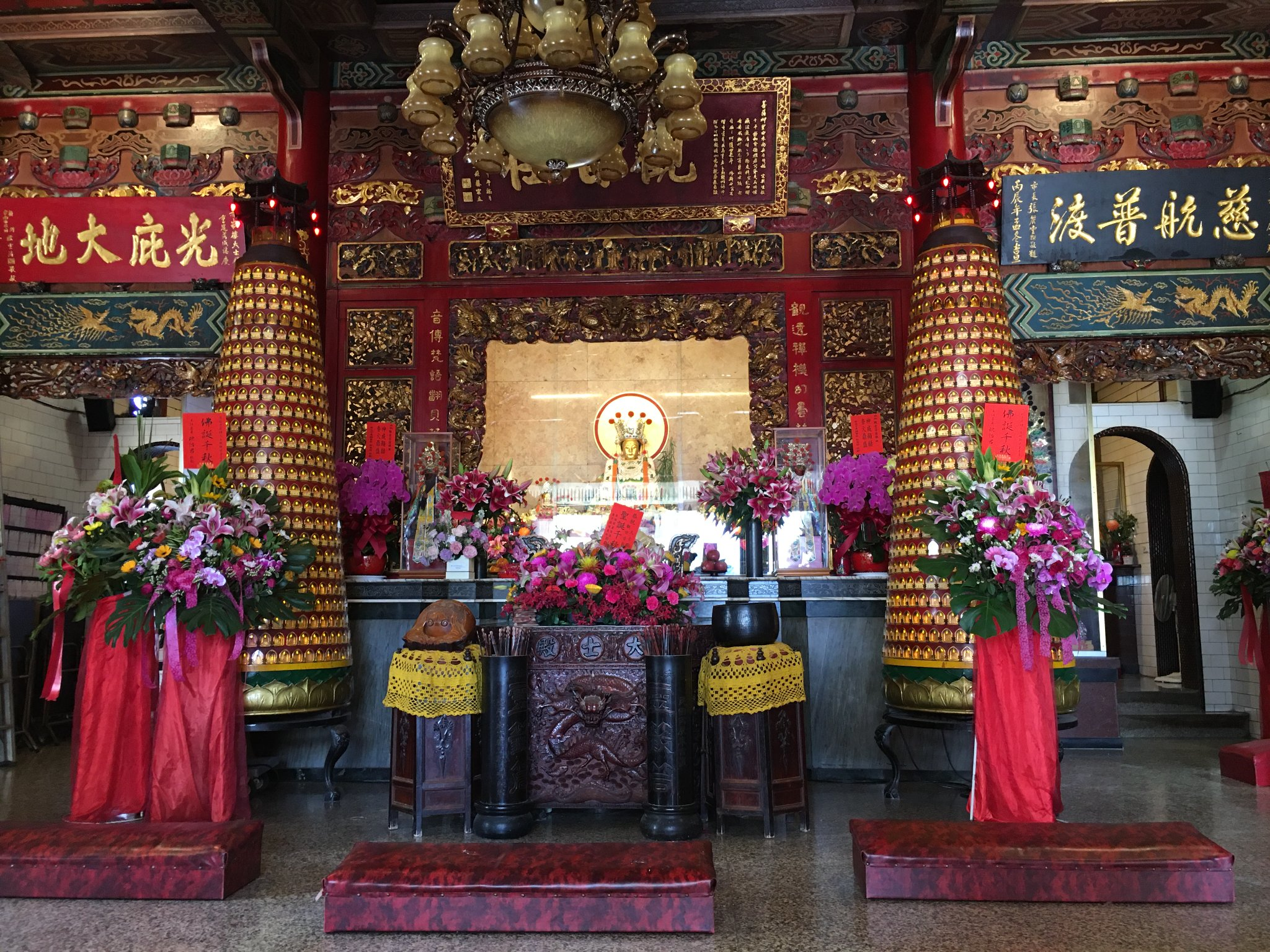
大士殿正殿 觀音佛祖
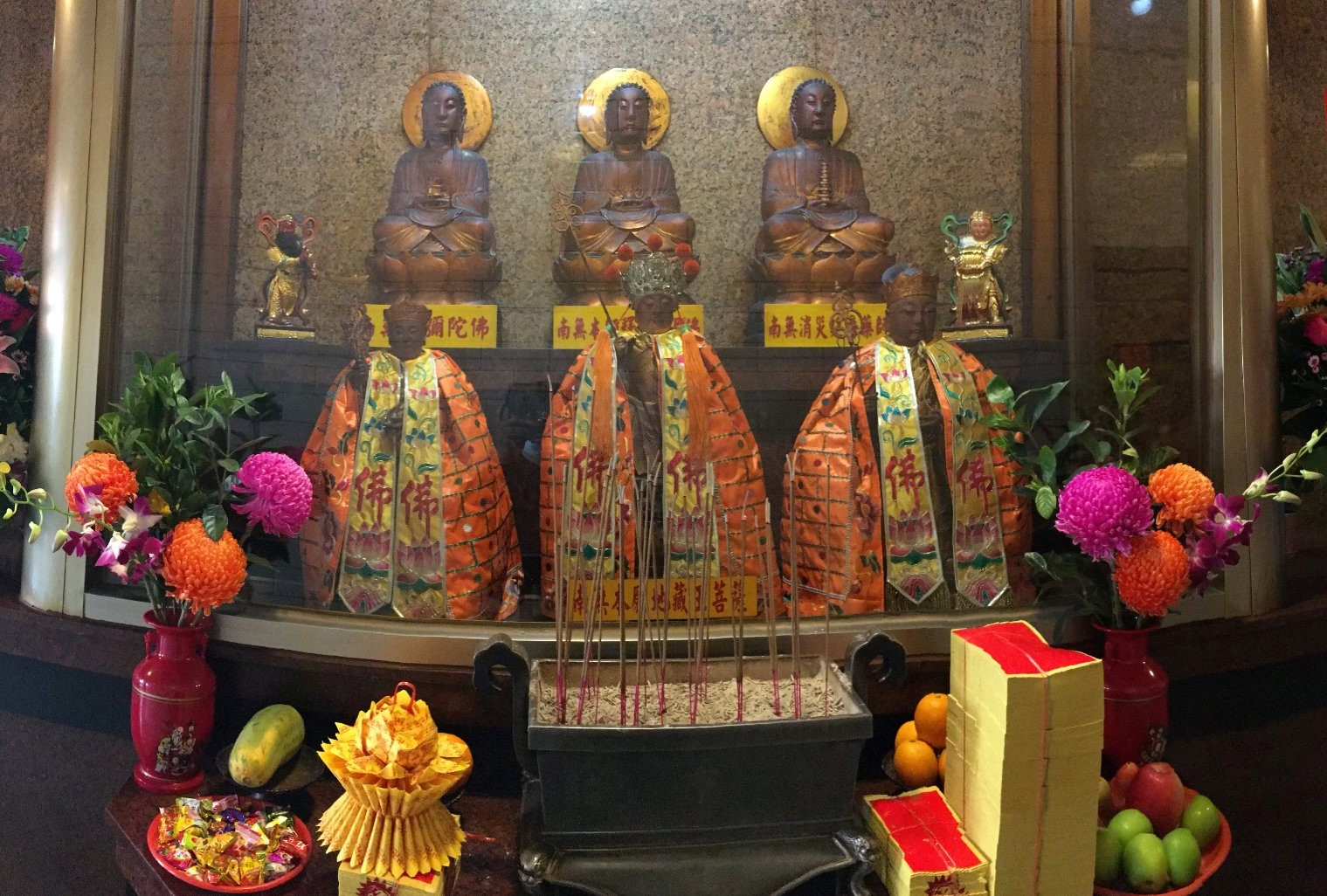
大士殿後殿 三寶佛祖與地藏王菩薩
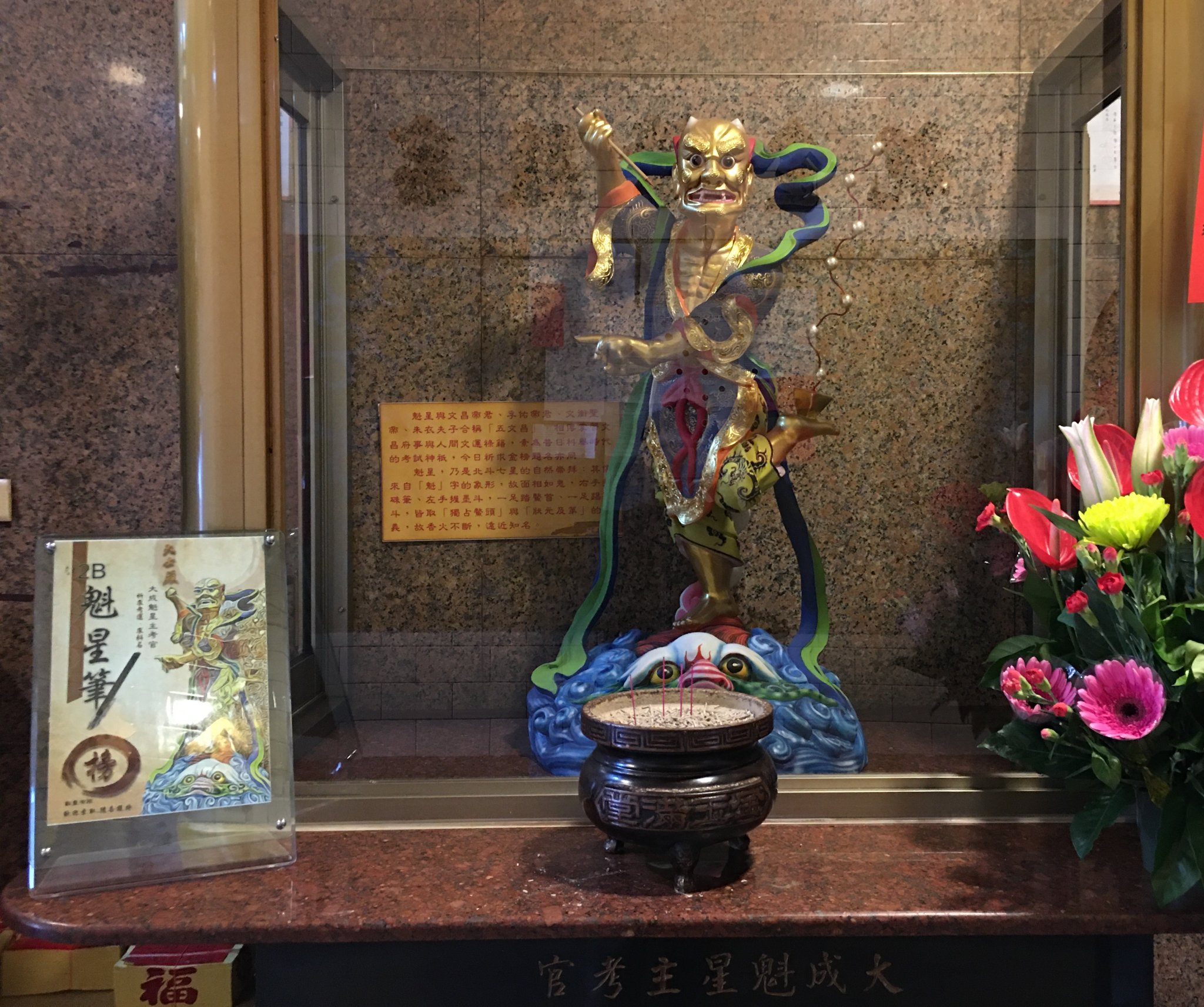
大士殿 大成魁星主考官

## 外部連結
- 赤崁樓大士殿的Facebook專頁
- 赤崁樓大士殿的Instagram專頁
- 怡敬堂碑記
- 大士殿捐題修理建醮芳名碑
- 赤崁樓脩復記 （页面存档备份，存于）